# Hermann von Vultejus

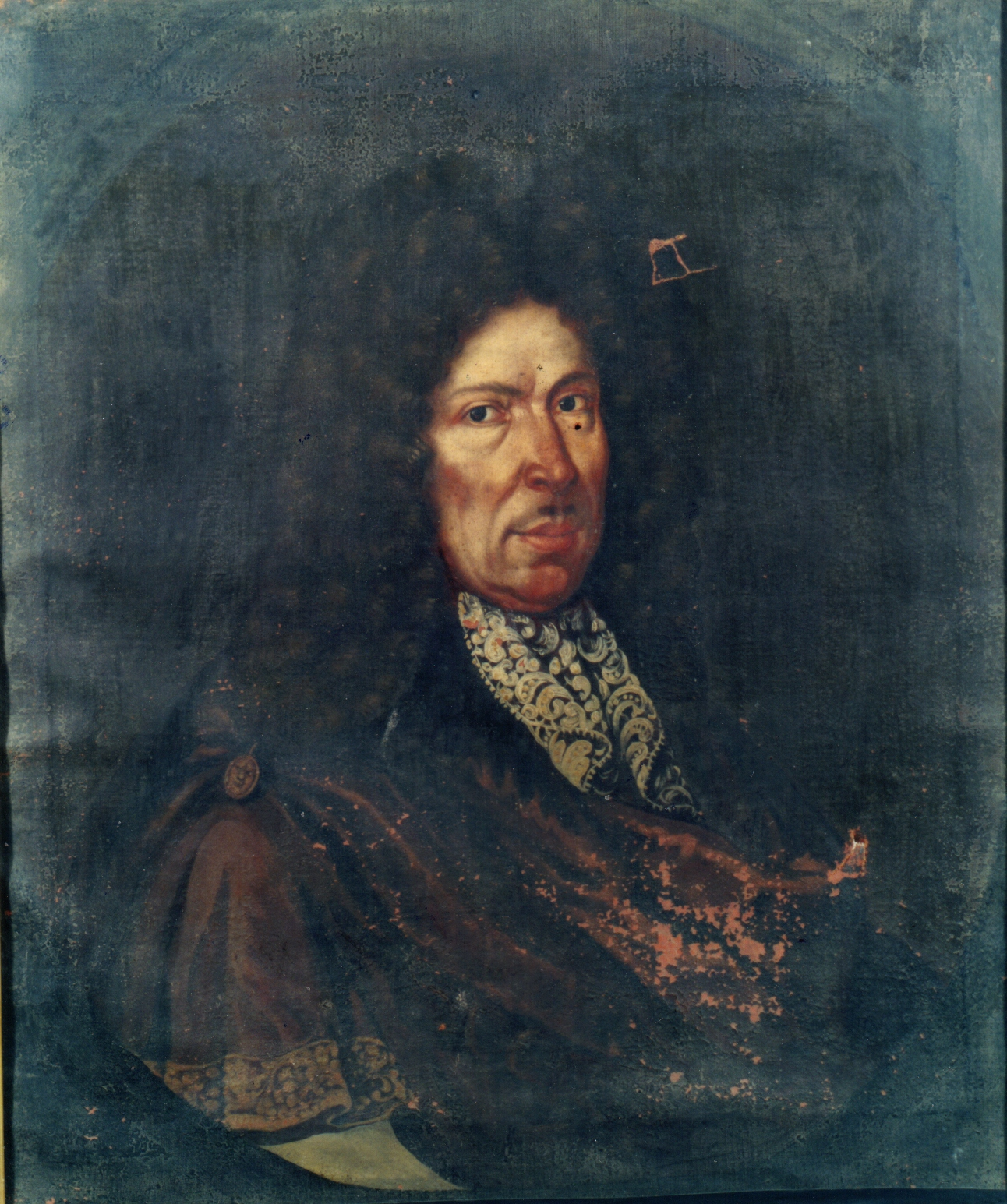
Hermann von Vultée

Hermann von Vultejus (später von Vultée) (* 7. Februar 1634 in Marburg; † 17. April 1723 ebenda) war ein hessischer Jurist und Vizekanzler. Er war ein Spross der Familie Vultejus (auch Vultée), einem durch seinen Großvater begründeten hessischen Adelsgeschlecht.

## Leben

### Herkunft
Sein Vater war Johann Christoph Vultejus (1602–1640), hessen-kasselischer Regierungsrat, Sohn des Juraprofessors und zeitweisen Rektors der Universität Marburg, Hermann Vultejus (1555–1634), und dessen Ehefrau Eulalia Adelheid Happel, einer Großnichte Philipp Melanchthons. Seine Mutter war Anna Agnesa Heistermann, Tochter des Burgmanns Ludwig Heistermann in Fritzlar und der Anna von Hesberg. Hermann von Vultejus wurde nach seinem Großvater Professor Hermann Vultejus benannt. Nach dem frühen Tod seiner Eltern lebte er zusammen mit seiner Schwester Anna Adelheid bei seinem Onkel, dem späteren hessischen Kanzler Johannes Vultejus in Kassel.

### Ausbildung
Nach anfänglicher Erziehung durch Privatlehrer besuchte der junge Vultejus ab 1650 die Universität Kassel, wo er sich in den sogenannten Sieben Freien Künste weiterbildete. 1653 immatrikulierte er sich zum Studium der Rechtswissenschaften an der in diesem Jahre wiedereröffneten Universität Marburg, das er ab 1656 in Straßburg fortsetzte. Nach seinem dort abgelegten Examen kehrte er im Frühjahr 1659 nach Marburg zurück.
Auf seiner dann folgenden Kavaliersour reiste er 1659 über Bremen und Emden nach Leyden und Groningen und nach acht Monaten in den Niederlanden im darauffolgenden Jahr nach England, wo er im Mai 1660 der Krönung Karls II. beiwohnte und danach die Universitäten Cambridge und Oxford besuchte. Über Dieppe und Rouen reiste er weiter nach Paris, wo er vier Monate blieb und im August 1660 als Mitglied der hessen-kasselischen Gesandtschaft den Einzug Ludwigs XIV. mit seiner frisch angetrauten Gemahlen Marie Therese miterlebte. Nach Besuchen in Orléans, Blois, Tours, Saumur und Angers reiste er nach Lyon, wo ihn eine schwere Erkrankung, die er sich in Angers zugezogen hatte, an der für 1661 geplanten Weiterreise nach Italien hinderte. Nach seiner Genesung reiste er daher im Frühsomme 1661 nur noch durch die Schweiz und kehrte Anfang Juli 1661 nach Marburg zurück.

### Staatsdienst
1662 ernannte Landgraf Wilhelm VI. von Hessen-Kassel ihn zum Regierungsrat in der Regierung des sogenannten Oberfürstentums in Marburg, dem Kasseler Anteil der kurzlebigen und 1604 erloschenen Landgrafschaft Hessen-Marburg. 1681 beauftragte ihn Landgraf Karl mit der Leitung des Direktoriums der Regierung in Marburg und 1687 ernannte Landgraf Karl ihn zum Vizekanzler im Oberfürstentum, dem höchsten Verwaltungsamt des Marburger Landesteils. Dieses Amt bekleidete Vultejus bis zu seinem Tod. Sämtliche ihm in den folgenden Jahren angetragenen Angebote, in andere Dienste zu treten, so das von König Friedrich I. von Preußen im Jahre 1703, als Geheimer Rat und Kammerpräsident nach Berlin zu gehen, lehnte er ab.
Im Laufe seines Lebens kam Vultejus zu erheblichem Grundbesitz. So erwarb er bereits 1672 von den Schenck zu Schweinsberg das Gut Elnhausen bei Marburg. Die dortige, im Dreißigjährigen Krieg teilweise zerstörte und seitdem vernachlässigte Wasserburg Elnhausen ließ er in den Jahren 1707 bis 1717 abreißen und durch einen barocken Schlossbau nach französischem Vorbild ersetzen. 1688 folgte die Belehnung mit dem Rittergut Adorf durch den 1682 gefürsteten Grafen Georg Friedrich von Waldeck-Eisenberg. Und 1720 wurde er vom Fuldaer Abt Konstantin von Buttlar mit den fuldischen Gütern in Dippach, Kleinensee und Bosserode belehnt.

### Adelsbestätigung und Namensänderung
Am 8. Oktober 1694 wurde Vultejus durch Kaiser Leopold II. der rittermäßige Reichsadel bestätigt, nachdem das seinem Großvater verliehene Diplom 1645 bei der Plünderung Marburgs durch kaiserliche Truppen unter Peter Melander verloren gegangen war.
Um 1714 französisierte er seinen Namen einer Mode der Zeit entsprechend zu von Vultée (erste nachweisliche Erwähnung im Taufregister anlässlich der Taufe des ersten Kindes seines jüngsten Sohnes in Marburg).

## Ehen und Nachkommen
Vultejus heiratete 1666 Anna Margarethe von Gehren (1643–1692), Tochter des Barthold von Gehren (1610–1657), Hessen-Darmstädtischer Rat, und der Elisabeth Pauli (1613–1667); der Ehe entsprossen sechs Söhne und fünf Töchter, von denen jeweils nur drei ihren Vater überlebten:
- Elisabeth (1667–1717), ⚭ I. 1689 Johann Christoph Heinius, ⚭ II. 1696 Justus Wilhelm Wissenbach
- Anna Adelheid (1669–1714), ⚭ Georg von Berghofer (1664–1716), Geheimer Rat und Vizekanzler
- Johannes (1670–1699), immatrikuliert in Marburg 1685
- Hermann (1672–1714), Hessen-Kasselischer Etatsrat und Gesandter zum Niederrheinisch-Westfälischen Reichskreis
- Christoph Reinhold (1673–1674)
- Catharina Margarethe (1675–1711), ⚭ 1697 Paul Adolf Grolman, Königlich-Preußischer Justizrat in Kleve
- Joachim Christoph (1676–1735), Gutsbesitzer auf Dippach, königlich Schwedischer Generalmajor, landgräflich Hessen-Kasseler Brigadier und Kommandant von Rinteln
- Agnes Christina (* 1678), ⚭ 1698 Hartmann Samuel Hoffmann von Löwenfeld, Generalfeldwachtmeister des Oberrheinischen Reichskreises, Kommandanten der Festung Landau
- Anna Magdalena (1679–1725), ⚭ 1697 Franz Stückrad, Oberst, später Generalmajor, Kommandant von Marburg
- Wilhelm (1681–1773), Waldeckischer Geheimer Rat, Hofrichter und Kammerpräsident, Gutsbesitzer auf Adorf
- Johann Adolph (1683–1759), Regierungsrat, Gutsbesitzer auf Elnhausen und Wieblingen, heutiger Stadtteil von Heidelberg

Nach dem Tod seiner ersten Frau heiratete er 1693 Katharina Margarethe auf dem (oft auch: „uffm“) Keller (1645–1721), Tochter des bremischen Stadtkommandanten Gerhard auf dem Keller und der Anna Maria Busch (1614–1679); diese Ehe blieb kinderlos.